# Università Romena-Tedesca
L'Università Romena-Tedesca di Sibiu (URGS) è un'università privata con sede a Sibiu.

## Storia
L'università è stata fondata su iniziativa di Antonie Iorgovan nel 1998 come struttura autonoma dalla Fondazione universitaria per l'integrazione europea (Fundației Universitare pentru Integrare Europeană), derivante a sua volta dall'istituto di scienze dell'amministrazione "Paul Negulescu".
. Nel 2005 è stata accreditata dal ministero dell'istruzione.

## Struttura
L'università è organizzata nelle seguenti facoltà:
- Giurisprudenza e scienze dell'amministrazione
- Scienze economiche

## Rettori
- Antonie Iorgovan (1998)
- Hortensia Gorski (2006)
- Elisabeta Boțian